# R 7 (sous-marin italien)
Le R 7 est un sous-marin de la classe R ou classe Romolo, qui aurait dû être mis en service dans la Regia Marina pendant la Seconde Guerre mondiale.

## Caractéristiques
Les sous-marins de la classe R déplaçaient 2 155 tonnes en surface et 2 560 tonnes en immersion. Les sous-marins mesuraient 86,5 mètres de long, avaient une largeur de 7,86 mètres et un tirant d'eau de 5,34 mètres. Ils avaient une profondeur de plongée opérationnelle de 800 mètres. L'équipage se composait de 7 officiers et 51 sous-officiers et marins. Ils avaient une capacité de chargement de 600 tonnes.
Le système de propulsion était de type conventionnel, avec deux moteurs diesel TOSI pour la navigation de surface, d'une puissance totale de 2 600 chevaux-vapeur (1 900 kW), chacun entraînant un arbre d'hélice. En immersion, chaque hélice était entraînée par un moteur électrique Marelli de 450 chevaux-vapeur (336 kW). Ces moteurs électriques étaient alimentés par une batterie d'accumulateurs au plomb composée de 216 éléments. Ils pouvaient atteindre 13 nœuds (24 km/h) en surface et 6 nœuds (11 km/h) sous l'eau. En surface, la classe R avait une autonomie de 12 000 milles nautiques (22 000 km) à 9 noeuds (17 km/h); en immersion, elle avait une autonomie de 110 milles nautiques (200 km) à 3,5 noeuds (6,2 km/h).
Les sous-marins étaient uniquement armés pour l'autodéfense avec trois canons anti-aériens légers Breda 20/65 Mod. 1935 de 20 millimètres
Certains sous-marins ont pu être équipés d'une paire de tubes lance-torpilles internes de 45 cm (17,7 in) à l'avant et à l'arrière.

## Construction et mise en service
Le R 7 est construit par le chantier naval Cantieri Riuniti dell'Adriatico (CRDA) de Monfalcone en Italie, et mis sur cale le 1er mars 1943. Il est lancé le 	31 octobre 1943.

## Historique
Faisant partie de la classe R, il est encore en construction lors de la proclamation de l'armistice du 8 septembre 1943 (Armistice de Cassibile).
Capturé par les Allemands, il est rebaptisé UIT-4. La Kriegsmarine ayant besoin de grands sous-marins de transport, la construction se poursuit, mais très lentement en raison de la pénurie de matériel.
Cependant, moins de deux mois après la capture, il est possible de le lancer.
Le 25 mai 1944, alors qu'il est amarré au chantier naval de Monfalcone pour l'achèvement et la mise au point, il est touché par une bombe lors d'un raid aérien intensif des Alliés, ce qui lui cause de graves dommages.
Le 1er mai 1945, il est sabordé par les troupes allemandes avant de se rendre. et est coulé en eau peu profonde.
L'épave, renflouée en 1946, est démantelée.